# Megaselia munita
Megaselia munita är en tvåvingeart som beskrevs av Borgmeier 1962. Megaselia munita ingår i släktet Megaselia och familjen puckelflugor. Inga underarter finns listade i Catalogue of Life.